# ExtendedancEPlay
ExtendeDancEPlay – minialbum Dire Straits, znany także jako Twisting By the Pool.
Wersja angielska zawierała tylko trzy utwory, wersja amerykańska zawierała dodatkowo piosenkę „Badges, Posters, Stickers, T-Shirts”.

## Lista utworów
1. „Twisting by the Pool” – 3:28
2. „Two Young Lovers” – 3:22
3. „If I Had You” – 4:15
4. „Badges, Posters, Stickers and T-Shirts” – 4:47

Wszystkie piosenki autorstwa Marka Knopflera

## Muzycy
- Mark Knopfler – wokal, gitara
- Hal Lindes – wokal, gitara
- Alan Clark – instrumenty klawiszowe
- John Illsley – gitara basowa, wokal
- Terry Williams – perkusja
- Mel Collins – saksofon (utwór 2)
- Pick Withers – perkusja (utwór 4)

## Listy przebojów
Album
| Rok  | Lista przebojów      | Miejsce |
| ---- | -------------------- | ------- |
| 1983 | Billboard Pop Albums | 53      |

Single
| Rok  | Singel                 | Lista przebojów           | Miejsce |
| ---- | ---------------------- | ------------------------- | ------- |
| 1983 | „Twisting by the Pool” | Billboard Mainstream Rock | 12      |